# POST (HTTP)

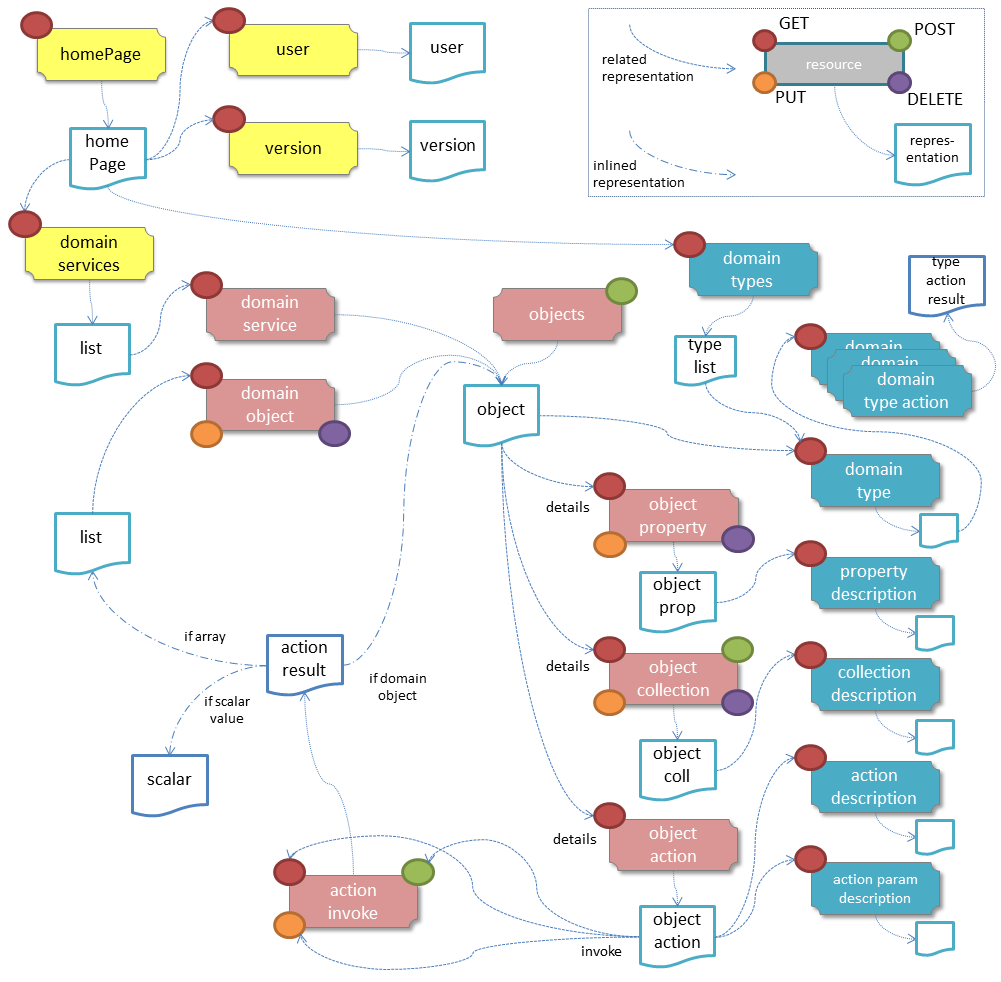
Objectes RESFUL entre els quals hi ha el mètode POST

En informàtica, POST és un mètode de sol·licitud compatible amb HTTP utilitzat per la World Wide Web. Per disseny, el mètode de sol·licitud POST demana que un servidor web accepti les dades inclòs al cos del missatge de sol·licitud, molt probablement per emmagatzemar-lo. Sovint s'utilitza quan es carrega un fitxer o quan s'envia un formulari web emplenat.
En canvi, el mètode de sol·licitud HTTP GET recupera informació del servidor. Com a part d'una sol·licitud GET, algunes dades es poden passar dins de la cadena de consulta de l'URL, especificant (per exemple) termes de cerca, intervals de dates o altra informació que defineix la consulta.
Com a part d'una sol·licitud POST, es pot enviar una quantitat arbitrària de dades de qualsevol tipus al servidor al cos del missatge de sol·licitud. Un camp de capçalera a la sol·licitud POST sol indicar el tipus de suport d'Internet del cos del missatge.
El World Wide Web i HTTP es basen en una sèrie de mètodes de sol·licitud o "verbs", inclosos POST i GET, així com PUT, DELETE i diversos altres. Els navegadors web normalment només utilitzen GET i POST, però les aplicacions en línia RESTful fan ús de moltes de les altres. El lloc de POST en el rang de mètodes HTTP és enviar una representació d'una nova entitat de dades al servidor perquè s'emmagatzemi com un nou subordinat del recurs identificat per l'URI. Per exemple, per a l'URI {{format ref}} http://example.com/customers, es podria esperar que les sol·licituds POST representin nous clients, cadascuna amb el seu nom, adreça, dades de contacte, etc. Els primers dissenyadors de llocs web es van allunyar d'aquest concepte original de dues maneres importants. En primer lloc, no hi ha cap motiu tècnic perquè un URI descrigui textualment el recurs web subordinat al qual s'emmagatzemaran les dades POST. De fet, tret que es faci algun esforç, és més probable que l'última part d'un URI descrigui la pàgina de processament de l'aplicació web i la seva tecnologia, com ara  http:// example.com/applicationform.php. En segon lloc, donada la limitació natural de la majoria dels navegadors web d'utilitzar només GET o POST, els dissenyadors van sentir la necessitat de tornar a utilitzar POST per fer moltes altres tasques d'enviament de dades i gestió de dades, inclosa l'alteració dels registres existents i la seva supressió.
Cada parell clau-valor està separat per un caràcter "&" i cada clau està separada del seu valor per un caràcter "=". Les claus i els valors s'escapen substituint espais amb el caràcter "+" i després utilitzant la codificació per cent en tots els altres caràcters no alfanumèrics.

Per exemple, els parells clau-valor:
```
Name: Gareth Wylie
Age: 24

Formula: a+b == 21

```

estan codificats com :
```
Name=Gareth+Wylie&Age=24&Formula=a%2Bb+%3D%3D+21

```